# 県北都市間路線代替バス
県北都市間路線代替バス（けんぽくとしかんろせんだいたいバス）は、埼玉県北西部で武蔵観光バス（協同貨物自動車株式会社）が運行する一般路線バス。深谷市と寄居町を結ぶ路線と、本庄市・美里町・寄居町の3市町を結ぶ路線との2路線が運行されている。一般には「県北都市間路線バス」などと案内される。

## 概要
元は東武鉄道直営時代の東武バスによって運行されていた路線であり、東武バスが利用者減少により路線を廃止したため、自治体が費用を負担して廃止代替バスとして運行されることとなった。
赤字路線であるため、沿線市町村である深谷市・本庄市・美里町・寄居町で構成される「県北都市間路線バス維持対策協議会」が同社に対して費用を補助している。
2015年5月1日から、本庄駅南口・寄居車庫線が本庄早稲田駅を経由するように経路変更された。またバリアフリーに配慮した低床バスに置き換えるなど、利便性向上に向けた取り組みが行われている。

## 歴史
- 1996年10月1日 - 県北都市間路線代替バスとしての運行を開始。深谷市・本庄市・寄居町・美里町に加え、当時の花園町の5市町による維持対策協議会が、武蔵観光との協定書に基づき年間600万円を補助する[8]。
- 2006年1月1日 - 深谷市・花園町が他2町とともに合併し、深谷市となる。
- 2015年5月1日 - 本庄駅南口・寄居車庫線の経路が変更され、本庄早稲田駅を経由するようになる[5][6]。

## 路線
以下の2路線が運行されている。桜沢 - 寄居車庫間は重複しているが、桜沢停留所は深谷方面・本庄方面へ分岐した先にあって、多少距離が離れており、厳密には一つ隣の本村 - 寄居車庫間が完全に同一経路となっている。
深谷駅・寄居車庫線
深谷駅（北口） - 日赤病院（深谷日赤病院） - 寄居城北高校前 - 桜沢 - 玉淀駅入口 - 寄居駅入口 - 寄居車庫
本庄駅南口・寄居車庫線
本庄駅南口 - 本庄早稲田駅北口 - 埼玉よりい病院前 - 桜沢 - 玉淀駅入口 - 寄居駅入口 - 寄居車庫